# Kórnos
Kórnos är en ort i Cypern.   Den ligger i distriktet Eparchía Lárnakas, i den östra delen av landet, 28 km söder om huvudstaden Nicosia. Kórnos ligger 316 meter över havet och antalet invånare är 1 943. Den ligger på ön Cypern.
Terrängen runt Kórnos är kuperad söderut, men norrut är den platt. Terrängen runt Kórnos sluttar österut. Trakten runt Kórnos är ganska glesbefolkad, med 34 invånare per kvadratkilometer. Närmaste större samhälle är Dáli, 11,2 km norr om Kórnos. Trakten runt Kórnos är i huvudsak ett öppet busklandskap.